# Met Office

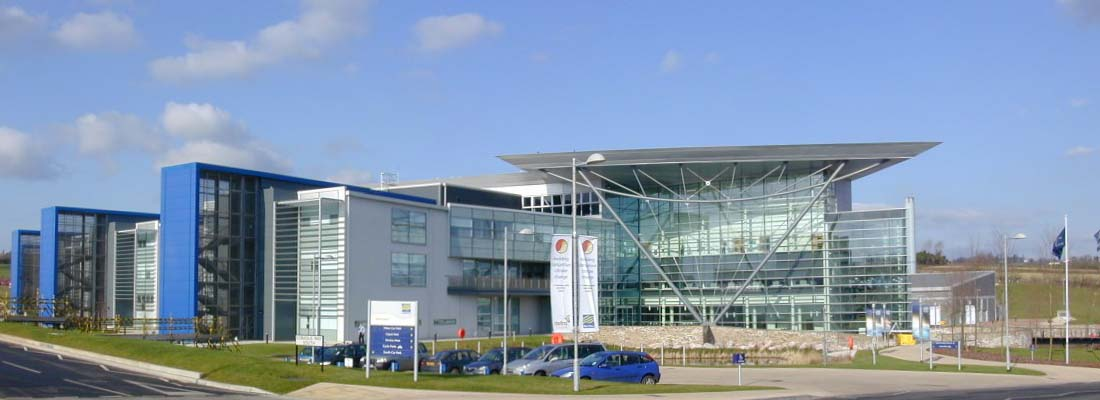
Het hoofdkantoor dat zich bevindt aan de rand van Exeter

Het Met Office is het nationale weerkundige instituut van het Verenigd Koninkrijk, vergelijkbaar met het KNMI in Nederland en het KMI in België. De naam was oorspronkelijk een afkorting van het Meteorological Office, maar wordt nu als officiële naam gebruikt.
De dienst werd opgericht in het jaar 1854 als afdeling van het Board of Trade met als hoofd Robert FitzRoy, en gaf hoofdzakelijk stormwaarschuwingen aan zeelui. Later werd het onderdeel van het Ministerie van Defensie. Sinds 2011 is het onderdeel van het departement voor Business, Innovation and Skills (Business, innovatie en vaardigheden). Tot 2001 vonden de vergaderingen van de werkgroep van het IPCC plaats bij het Met Office. 
Het Met Office is verantwoordelijk voor het geven van weerwaarschuwingen, het geven van weersvoorspelling, voorspellingen over de luchtkwaliteit en geeft advies over vulkanisch as. 
Het hoofdkantoor van de dienst is te vinden in Exeter in het Graafschap Devon. 